# Rjukan
Rjukan es una localidad de la provincia de Telemark en la región de Østlandet, Noruega. A 1 de enero de 2017 tenía una población estimada de 3247 habitantes.
Se encuentra ubicada al sureste del país, cerca del parque nacional de Hardangervidda y al norte de la costa del Skagerrak. 
Rjukan no recibe luz solar directa entre septiembre y marzo, ya que el sol bajo queda bloqueado por la alta montaña Gaustatoppen , situada justo al sur.  En 2013, con un coste de 5 millones  de coronas , un proyecto artístico llamado Sunmirror en Rjukan, construyó varios espejos grandes en la ladera norte de la montaña, sobre la ciudad, para reflejar el sol hacia la ciudad durante estos meses oscuros. Los espejos iluminan una pequeña parte de la plaza cada día.
En otra localidad, la italiana Viganella, existe otro espejo reflector inaugurado en 2006 por los mismos motivos.